# Fredrika Bremer
Fredrika Bremer (Åbo, 17 de agosto de 1801 - Årsta, 31 de diciembre de 1865) fue una escritora y activista sueca. Fue muy influyente en la sociedad de Suecia durante su tiempo, especialmente en las causas feministas.

## Biografía
Fredrika Bremer nació en Åbo (Turku), Finlandia, pero se mudó a Estocolmo con su familia cuando tenía tres años de edad. Creció en las afueras de Estocolmo, en la mansión Årsta. Su padre fue descrito como un tirano en su hogar y su madre como una mujer mundana. Fredrika y sus hermanas fueron presentadas en sociedad para contraer matrimonio; el toque final para su presentación fue un viaje por el continente, llevado a cabo entre 1821 y 1822. 
Bremer no estaba feliz ante esta situación, y cayó en estado de crisis, del cual salió realizando obras caritativas en el país. En 1828 se inició como escritora, en forma anónima, con una serie de novelas que se publicaron hasta 1831. Sus novelas eran historias románticas de la época y se focalizaban en mujeres en edad de casarse; eran hermosas y superficiales o poco atractivas sin esperanzas de casarse, y la narradora solía ser una mujer independiente. Bremer quería establecer un nuevo tipo de vida familiar, el cual no se focalizara en los hombres de la familia, sino que se le diese más lugar a la mujer para desarrollar sus propios talentos y personalidades. Hacia la década de 1840, ya era muy reconocida en la vida cultural de Suecia y sus libros se habían traducido a varios idiomas. Políticamente, era liberal pero también tenía simpatía por el socialismo de la clase trabajadora de Inglaterra.  
Su novela Hertha (1856) fue su obra más influyente. Es una novela oscura que trata sobre la falta de libertad que tenían las mujeres, e inició un debate que fue una de las bases de la nueva ley de mayoría de edad legal para las mujeres adultas solteras de Suecia en 1858, el cual fue una especie de punto de partida para el verdadero movimiento feminista en el país. Cuando se debatió la reforma electoral en 1862, apoyó la idea de darles a las mujeres el derecho a votar. Se dijo en los medios que sería una «vista horrible» ver «miriñaques ante las urnas electorales»: ese mismo año, las mujeres mayores de edad pudieron votar en las elecciones municipales en Suecia. El primer movimiento organizado sobre los derechos de las mujeres en el país, Asociación Fredrika Bremer, fundado por Sophie Adlersparre en 1884, fue nombrado en su honor. Le gustaba mencionar y recomendar las obras de otras profesionales; mencionó tanto a la doctora Lovisa Årberg como a la artista Sofia Ahlbom en sus libros, y ayudó a Johanna Berglind a fundar una escuela para niños sordos y mudos en Estocolmo.      
Entre 1849 y 1851, Bremer viajó a los Estados Unidos y a la isla de Cuba. Se desilusionó ante lo que creía que sería una «tierra prometida», principalmente por la esclavitud. Se cree que fue la primera que escribió sobre la música góspel, la canción de los esclavos, a los que había escuchado cantar. También visitó Suiza, Italia, Palestina y Grecia entre 1856 y 1861, y escribió populares relatos de sus viajes. 
Fredrika Bremer jamás se casó. Llegó a conocer a Per Böklin, un director de una escuela de Kristianstad en la década de 1830, quien le dio clases privadas y fue su amigo. Le pidió matrimonio pero, después de considerarlo durante varios años, ella lo rechazó.    
Mary Howitt tradujo varias de sus obras al inglés. En Mujercitas, de Louisa May Alcott, la Sra. March les lee un libro de Bremer a sus cuatro hijas.

## Obras selectas
- Teckningar utu vardagslivet, (primera edición en "The H-family"), 1828-31.
- Presidentens döttrar, 1834
- Hemmet, 1839
- Familjen H*** (primera edición en "The H- family"), 1843
- Hemmet eller familje-sorger och fröjder, 1850
- Grannarna, 1837
- BremrHemme, 1853
- Herta, 1856.
- Livet i Gamla världen, 1860-1862.

## Homenajes

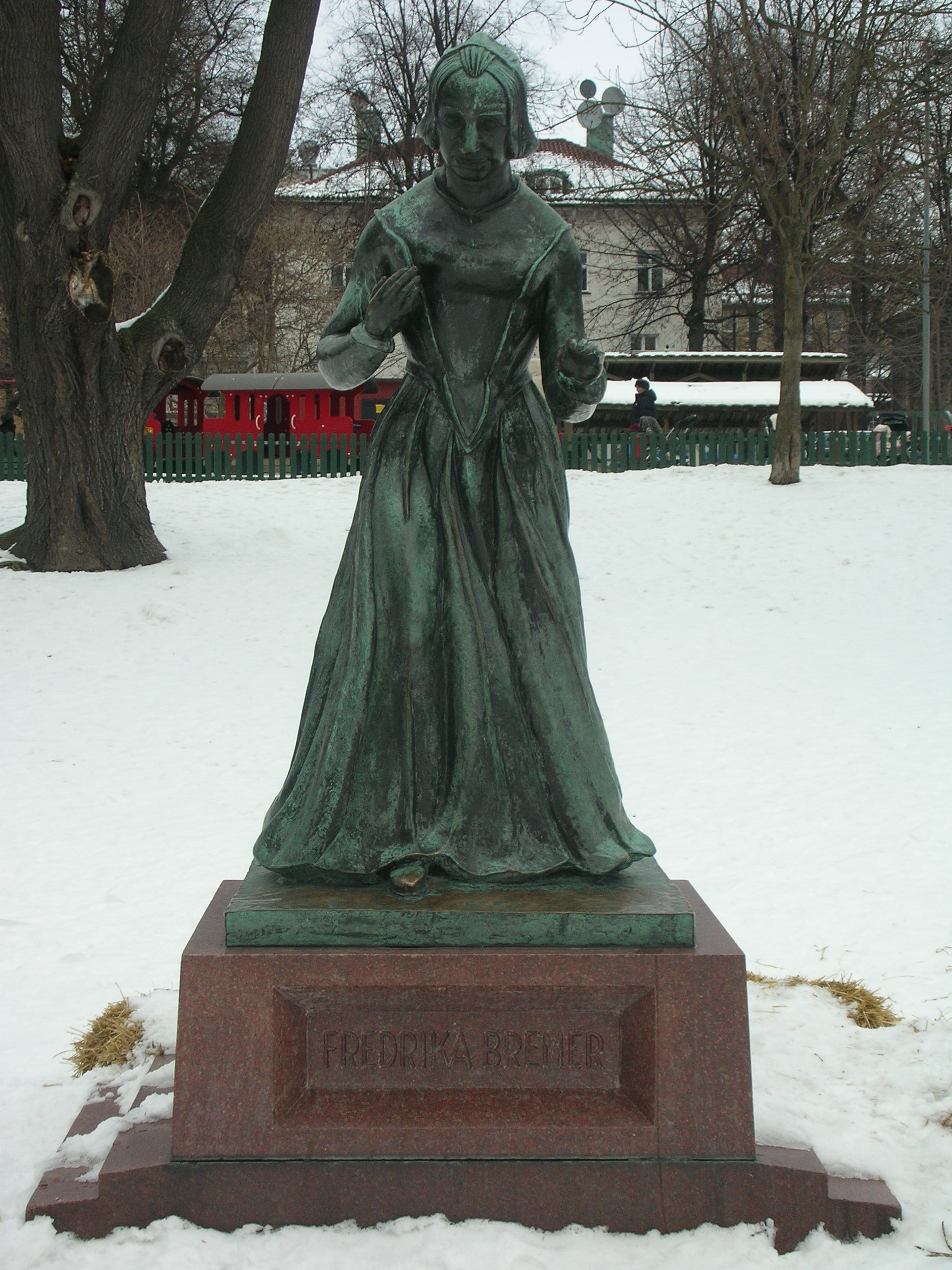
Monumento a Fredrika Bremer en Estocolmo, inaugurado el 2 de junio de 1927.

Los siguientes lugares fueron así nombrados por ella:
- Condado de Bremer, en Iowa.
- Frederika, en Iowa.
- La Escuela Media Fredrika Bremer en Mineápolis, Minnesota.

La escultora Sigrid Fridman en 1927, realizó una escultura en su honor. lo que provocó un debate sobre si una mujer debía dedicarse a la escultura en serio.